# Skjold (1896)
Skjold byla pobřežní bitevní loď dánského královského námořnictva. Do služby byla přijata roku 1897 a vyřazena byla roku 1929.

## Stavba

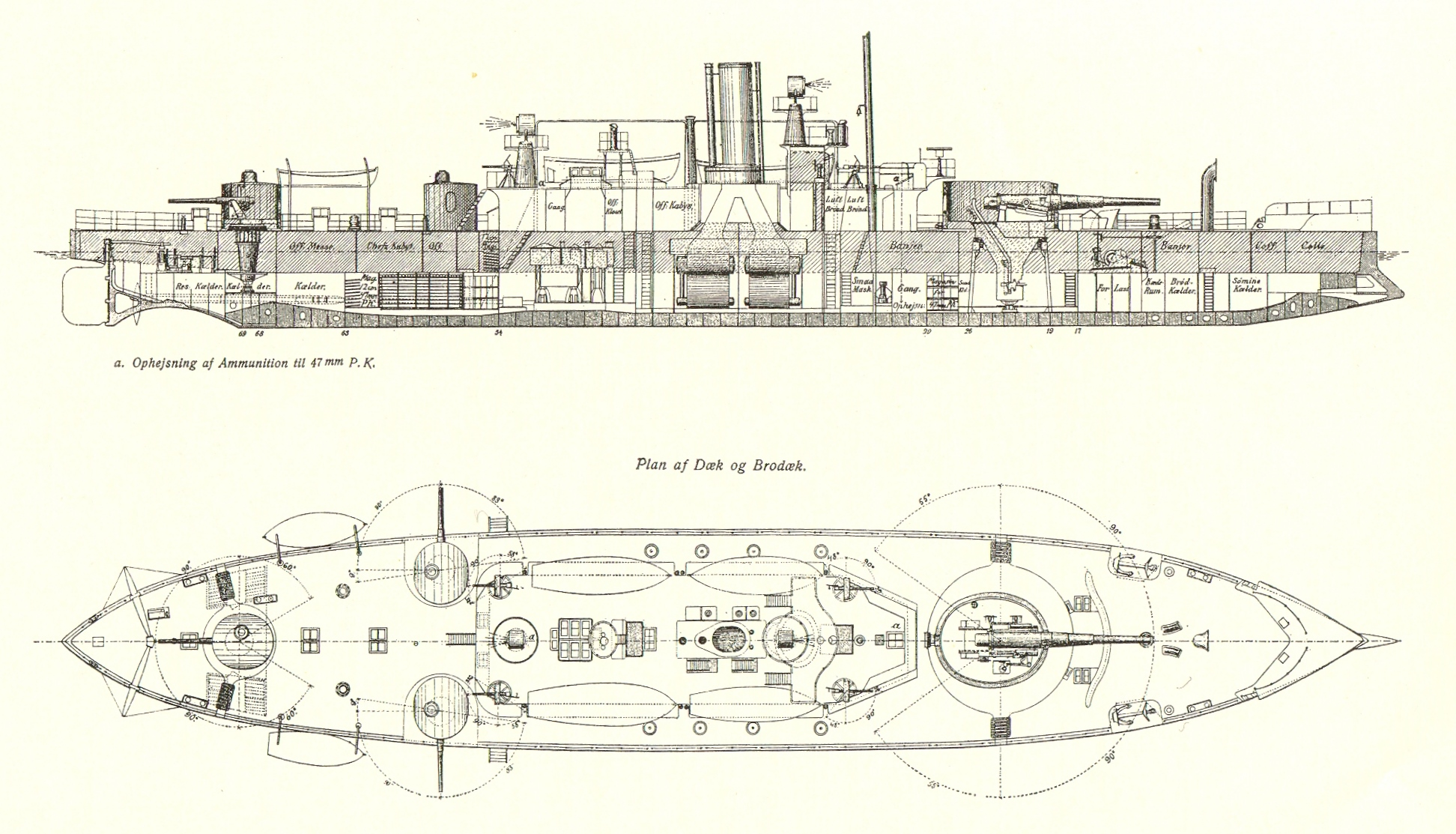
Nákres plavidla

Plavidlo postavila dánská loděnice Orlogsværftet v Kodani. Stavba byla zahájena v lednu 1894 a na vodu byla spuštěn 8. května 1896. Do služby byl přijat 25. května 1897.

## Konstrukce

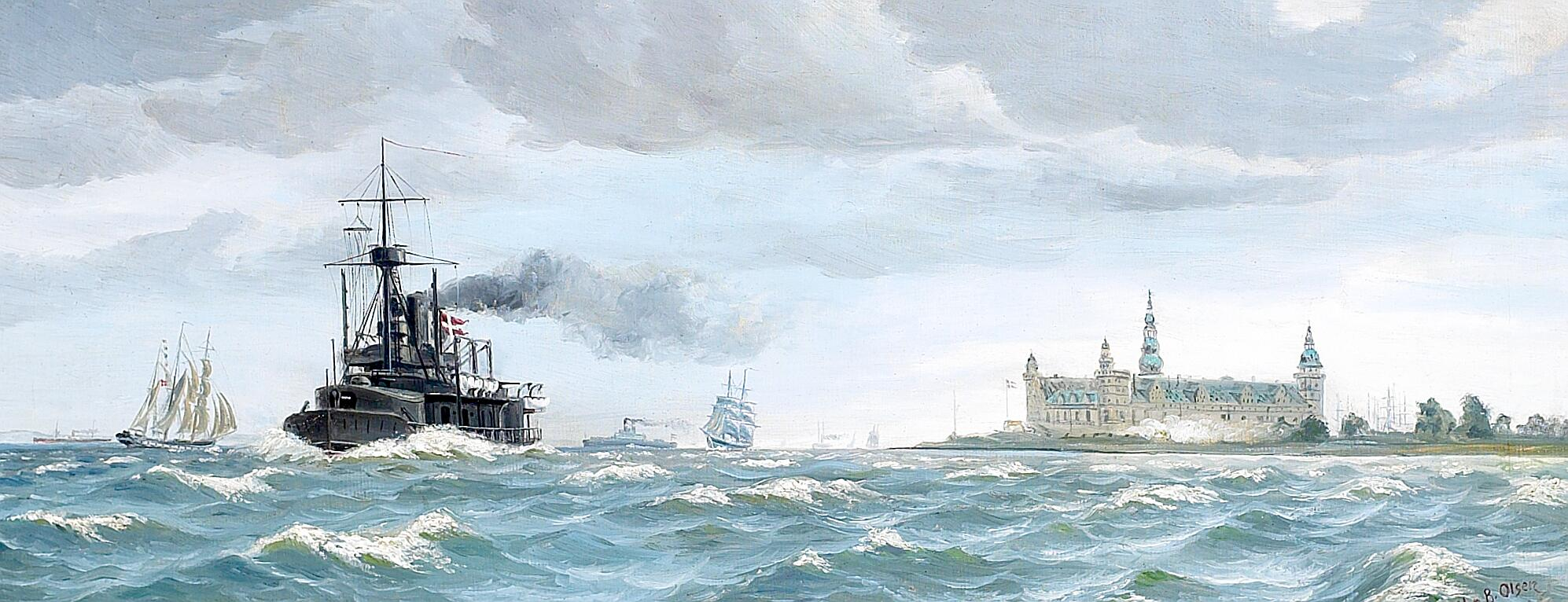
Skjold na dobové malbě

Plavidlo mělo nízký volný bok. Základem pancéřování byl 178–229mm boční pancéřový pás a 50mm paluba. Pancéřování chránilo i dělovou věž. Výzbroj tvořil jeden 240mm kanón ve věži na přídi, tři 120mm kanóny v jednohlavňových věžích na zádi a dále čtyři 47mm kanóny lafetované v rozích nástavby. Pohonný systém tvořily čtyři kotle Thornycroft a dva trojčinné parní stroje o výkonu 2400 hp, pohánějící dva lodní šrouby. Kotle spalovaly topný uhlí. Spaliny odváděl jeden komín. Nejvyšší rychlost dosahovala čtrnáct uzlů.

### Modifikace
Roku 1906 výzbroj posílily dva 8,8mm kulomety. Roku 1911 byly 47mm kanóny nahrazeny čtyřmi 57mm kanóny.